# Alje Schut
Pour les articles homonymes, voir Schut.
Alje Schut est un footballeur néerlandais, né le 2 septembre 1986 à Utrecht aux Pays-Bas. Il évolue actuellement dans le championnat d'Afrique du Sud aux Mamelodi Sundowns comme stoppeur.

## Palmarès
FC Utrecht
- Coupe des Pays-Bas
  - Vainqueur (2) : 2003, 2004
- Trophée Johan Cruyff
  - Vainqueur (1) : 2004

 Mamelodi Sundowns
- Championnat d'Afrique du Sud
  - Vainqueur (1) : 2014